# Naum Slutzky
Naum Slutzky (ukrainisch Наум Слуцький Naum Sluzkyj, russisch Наум Слуцкий Naum Sluzki; * 28. Februar 1894 in Kiew, Russisches Kaiserreich; † 4. November 1965 in Stevenage, England) war ein ukrainischer Goldschmied, Lehrer für Industriedesign und Meister am Weimarer Bauhaus.

## Leben

### Wien, Weimar, Berlin (1905 bis 1927)
Naum Slutzky wurde in Kiew, der heutigen Hauptstadt der Ukraine geboren. Er entstammte einer alten Goldschmiedfamilie. Bereits sein Vater Nachman war als Handwerker bei der Kiewer Filiale des Hofjuweliers Carl Peter Fabergé angestellt. Um 1905 wanderte seine Familie wegen ihres jüdischen Glaubens nach Wien aus. Nach einer Lehrzeit wurde er 1912 Goldschmied in der Wiener Werkstätte. 1914 studierte er an der Technischen Hochschule in Wien. Von 1917 bis 1919 nahm er Kunstunterricht an der privaten Kunstschule von Johannes Itten in Wien und wurde 1919 durch Walter Gropius als Hilfsmeister an das Bauhaus in Weimar gerufen, war dort 1921 Jungmeister der Metallwerkstatt am Bauhaus und wurde im folgenden Jahr Meister des Goldschmiedehandwerks. Als eine seiner wichtigsten Arbeiten am Bauhaus gilt ein zwischen 1920 und 1922 entstandener Anhänger, den er der Bauhausstudentin Else Kleinwort schenkte und der daher, bis zu seiner Wiederentdeckung 2009 bei Kunst & Krempel im BR, als verschollen galt. 1923 heiratete er die Kunstgewerblerin und Inneneinrichterin Hedwig Arnheim. 1924 verließ er das Bauhaus, um als Innenarchitekt und Beleuchtungsdesigner zu arbeiten. 1924 bis 1927 hielt sich Naum Slutzky in Wien und Berlin auf und arbeitete für die Werkstätten Bildender Kunst von Friedl Dicker und Franz Singer.

### Hamburg (1927 bis 1933)
1927 ließ sich Slutzky im Elternhaus seiner Frau am Isequai 5 in Hamburg nieder; dort gestaltete er u. a. die Lichtobjekte des Emelka-Palastes für Karl Schneider. Es begann eine fruchtbare Schaffensperiode. Er stellte mit der Hamburgischen Sezession in der Hamburger Kunsthalle aus und schloss Freundschaft mit Max Sauerlandt, dem Direktor am Museum für Kunst und Gewerbe in Hamburg, der ihn materiell und ideell unterstützte, ihm viele Kontakte in der Hansestadt verschaffte und schließlich zur Emigration nach Großbritannien verhalf. 1930 wurde die kinderlose Ehe mit Hedwig Arnheim aufgelöst.

### London, Birmingham (1933 bis 1965)
1933 emigrierte Slutzky nach London und unterrichtete von 1935 bis 1940 an der Dartington Hall School in Totnes, (Devon).
Den Nazis galt er als „entarteter“ Künstler, und 1937 wurden in der Aktion „Entartete Kunst“ nachweislich zwei seiner Plastiken und sechzehn Zeichnungen aus dem Museum für Kunst und Gewerbe Hamburg beschlagnahmt. Die beschlagnahmte Skulptur Weibliche Büste (Bronze, Höhe 15,5 cm, 1931) wurde 2010 mit dem Berliner Skulpturenfund aufgefunden.
Von 1946 bis 1950 wurde Slutzky Lehrer an der Central School of Arts and Crafts in London, 1950 gründete er die Abteilung für Produktdesign an der School of Industrial Design im Royal College of Art in London. 1957 bis 1964 leitete er die Abteilung für Industriedesign im College of Arts and Crafts, Birmingham. 1965 erhielt er einen Lehrauftrag am Ravensbourne College of Art. Slutzky starb am 4. November 1965 in Stevenage/Hertfordshire.

## Werk
Slutzky war ein vielseitiger Künstler, dessen Lebenswerk sowohl Schmuckstücke, wie Halsketten, Armreife, Ring und Broschen in hoher handwerklicher Qualität als Unikate, wie – vor allem ab 1930 – auch Modelle für Schmuckstücke umfasste, die, mit preisgünstigen Materialien, für die industrielle Produktion gedacht waren. Bereits in seiner Berliner Zeit um 1925 gestaltete Slutzky auch Möbel, wie Sessel, Bücherregale, Tische und Liegen, die sich, wie auch seine anderen Entwürfe, an einer auf Einfachheit, Zweckmäßigkeit und Materialgerechtigkeit gerichteten Gestaltung orientierten. In seiner Hamburger Zeit traten Industrieentwürfe in den Vordergrund. Schreibtischlampen für die Firma Chr. Zimmermann in Frankfurt am Main entstanden ebenso wie ein Entwurf für Tafelbesteck für J. A. Henckels in Solingen. Daneben beschäftigte sich Slutzky mit Beleuchtungs- und Metalldesign. Hauptwerke waren die Beleuchtung der Bugenhagenkirche, der Aula des Museums für Kunst und Gewerbe, des Emelka-Filmpalastes und des Neuen Israelitischen Tempels, alle in Hamburg. Aber auch Werke der „freien Kunst“ entstanden: Entwürfe für Tierskulpturen und figurative Arbeiten sind bekannt. In seiner Zeit in England war Slutzky vor allem als Lehrer hervorgetreten: er gründete Industriedesign-Abteilungen an Kunstschulen und prägte in 30-jähriger Lehrtätigkeit Generationen britischer Industriedesigner.

## Ausstellungen Auswahl

### 1928 bis 1965
- 1928: Hamburger Sezession, 8. Sezessionsausstellung
- 1930: Hamburger Neue Sezession, Hamburger Kunsthalle
- 1930: Deutscher Werkbund im Grand Palais, Paris (Frankreich)
- 1931: Hamburger Sezession, 10. Sezessionsausstellung
- 1961: Goldsmith’s Hall, London (Großbritannien)
- 1961: Museum für Kunst und Gewerbe, Hamburg: Schmuck aus Hamburger Zeit

### Ab 1965
- 1966: Musée des Arts décoratifs, Paris (Frankreich)
- 1968: Württembergischer Kunstverein, Stuttgart: 50 Jahre Bauhaus
- 1983: Hamburger Kunsthalle: Schmuck von Naum Slutzky
- 1986: Neue Gesellschaft für bildende Kunst, Berlin: Kunst im Exil
- 1995: Museum für Kunst und Gewerbe Hamburg: Naum Slutzky - Ein Bauhauskünstler in Hamburg

## Werke in öffentlichem Besitz
- Bauhaus-Archiv, Berlin
- Museum für Kunst und Gewerbe, Hamburg
- Pinakothek der Moderne, München
- Schmuckmuseum Pforzheim
- British Museum, London
- Victoria and Albert Museum, London
- Goldsmith’s Hall, London
- Schwedisches Nationalmuseum, Stockholm